# Carina Van Cauter
Carina EJ Van Tittelboom-Van Cauter (nascida em 27 de junho de 1962) é uma política belga dos Liberais e Democratas Flamengos que é membro do Senado da Bélgica desde 2007. Ela é governadora da Flandres Oriental desde o dia 1 de setembro de 2020.